# 1905
1905 (MCMV) je bilo navadno leto, ki se je po gregorijanskem koledarju začelo na nedeljo.

## Dogodki
- 2. januar - rusko-japonska vojna: ruska vojska v Port Arthurju se preda Japoncem.
- 22. januar - prva ruska revolucija: pokol udeležencev mirnega shoda pred Zimskim dvorcem v Sankt Peterburgu sproži val množičnih protestov po vsem Ruskem imperiju.
- 26. januar - v rudniku blizu Pretorije v Južni Afriki odkopljejo diamant Cullinan, največji do danes odkriti diamant.
- 10. marec - rusko-japonska vojna: japonske sile zavzamejo Mukden (današnji Šenjang) in dokončno preženejo Ruse iz Mandžurije.
- 10. marec - ustanovljen je nogometni klub Chelsea F.C.
- 11. maj - Albert Einstein odda svojo doktorsko disertacijo, v kateri poda teorijo Brownovega gibanja. Tekom leta 1905, ki ga označujejo za njegovo »leto čudežev«, izda še štiri članke, v katerih razvije posebno teorijo relativnosti in opiše fotoelektrični pojav s kvantizacijo.
- 13. maj - Mata Hari prvič nastopi v Parizu.
- 15. maj - z odkupom 110 akrov zemljišča v Nevadi je ustanovljen Las Vegas.
- 7. junij - norveški parlament razdre zvezo s Švedsko, s čimer postane Norveška neodvisna država.
- 5. september - s podpisom pogodbe v Portsmouthu se konča rusko-japonska vojska.
- 10. september - v Ljubljani je slovesno odkrit Prešernov spomenik.
- 17. september - v Celju slavnostno odprejo drugo šolsko poslopje (danes domovanje III. OŠ Celje).
- 30. oktober - ruski car Nikolaj II. je prisiljen sprejeti prvo rusko ustavo, ki vključuje ustanovitev državnega zbora (ruske Dume).
- 28. november - irski nacionalist Arthur Griffith ustanovi stranko Sinn Féin.

## Rojstva
- 8. januar - Carl Gustav Hempel, nemški filozof in logik († 1997)
- 15. januar - Lev Genrihovič Šnireljman, ruski matematik († 1938)
- 1. februar - Lloyd Viel Berkner, ameriški fizik, inženir († 1967)
- 2. februar - Ayn Rand, rusko-ameriška pisateljica in filozofinja († 1982)
- 11. februar - Bratko Kreft, slovenski dramatik, pripovednik, literarni in gledališki zgodovinar, filmski režiser († 1996)
- 18. marec - Thomas Townsend Brown, ameriški fizik († 1985)
- 26. marec - Viktor Frankl, avstrijski nevrolog in psihiater († 1997)
- 20. april - Albrecht Otto Johannes Unsöld, nemški astronom († 1995)
- 16. maj - Henry Jaynes Fonda, ameriški filmski igralec († 1982)
- 24. maj - Mihail Aleksandrovič Šolohov, ruski pisatelj, nobelovec († 1984)
- 21. junij - Jean-Paul Sartre, francoski filozof, dramatik, pisatelj († 1980)
- 25. julij - Elias Canetti, judovski pisatelj, nobelovec 1981 († 1994)
- 5. avgust - Artem Mikojan, armenski letalski konstruktor († 1970)
- 16. avgust - Marian Rejewski, poljski matematik, kriptolog († 1980)
- 25. avgust - Favstina Kowalska, poljska redovnica in svetnica († 1938)
- 3. september - Carl David Anderson, ameriški fizik švedskega rodu, nobelovec († 1991)
- 23. oktober - Felix Bloch, švicarsko-ameriški fizik, nobelovec († 1983)
- 10. november - Stane Kregar, slovenski slikar, duhovnik, učitelj in prešernov nagrajenec († 1973)
- 7. december - Gerard Peter Kuiper, ameriški astronom nizozemskega rodu († 1973)

## Smrti
- 14. januar - Ernst Karl Abbe, nemški fizik (* 1840)
- 24. marec - Jules Verne, francoski pisatelj (* 1828)
- 8. maj - Josip Juraj Strossmayer, hrvaški škof in politik (* 1815)
- 18. junij - Per Teodor Cleve, švedski kemik in geolog (* 1840)
- 11. julij - Muhammad Abduh, egipčanski islamski modernist (* 1849)
- 14. julij - Janez Trdina, slovenski pisatelj (* 1830)
- 6. avgust - Anton Ažbe, slovenski slikar (* 1862)
- 29. december - Charles Tyson Yerkes, ameriški poslovnež (* 1837)

## Nobelove nagrade
- Fizika - Philipp Eduard Anton von Lenard
- Kemija - Johann Friedrich Wilhelm Adolf von Baeyer
- Fiziologija ali medicina - Robert Koch
- Književnost - Henryk Sienkiewicz
- Mir - Bertha von Suttner